# Dżancangijn Gantögs
Dżancangijn Gantögs (mong. Жанцангийн Гантөгс; ur. 12 kwietnia 1972 w Moskwie) – mongolski łucznik.
Łucznictwo uprawia od 1988, a w pierwszych międzynarodowych zawodach wystartował w 2000.
W 2012 wystąpił w zawodach indywidualnych na igrzyskach olimpijskich, na których zdobył 669 punktów w rundzie rankingowej, co dało mu rozstawienie z numerem 19. W pierwszej rundzie trafił na Rahula Banerjee, z którym przegrał 0:6.
W 2013 został wicemistrzem Azji.